# Список ротарійців
Ротарі Інтернешнл (англ. Rotary International)— міжнародна організація, що базується в місті Еванстон, штат Іллінойс, США. Членів Ротарі-клубів називають «ротарійцями». Це список енциклопедично значущих нинішніх та колишніх активних та почесних членів клубів Ротарі Інтернешнл :
- Коба Лариса Юріївна — український журналіст і громадський діяч, Заслужений журналіст України
- Пероганич Юрій Йосипович (нар. 1961) — український громадський діяч у галузі інформаційно-комунікаційних технологій, культури та освіти, генеральний директор Асоціації підприємств інформаційних технологій України, ініціатор створення і співзасновник громадської організації «Вікімедіа Україна».